# Daniel Congré
Daniel Congré (* 5. April 1985 in Toulouse) ist ein französischer ehemaliger Fußballspieler guadeloupischer Abstammung. Er war als Verteidiger aktiv.

## Karriere

### Vereinskarriere
Der im französischen Toulouse geborene Congré kam im Sommer 1996 im Alter von elf Jahren zu seinem Heimatverein FC Toulouse und spielte zuerst für das Jugendteam. Er stieg schnell auf und gab schließlich sein professionelles Debüt in der Saison 2004/05 in einem Ligaspiel gegen Stade Rennes als Einwechselspieler. Er blieb für den Rest der Saison in der A-Mannschaft und absolvierte in dieser Saison insgesamt 23 Spiele. In den folgenden zwei Spielzeiten war er nur stark eingeschränkt verfügbar, hauptsächlich wegen eines Bruches seines linken Fußes in einem Match gegen RC Lens am 20. März 2006. Die Verletzung zwang ihn, nicht nur den Rest der Saison 2005/06 zu verpassen, sondern auch den Beginn der Saison 2006/07, in der sich Toulouse für die Qualifikationsrunde der UEFA Champions League qualifizierte.
Congré erlitt in der Saison 2007/08 weitere Verletzungen. Eine Schulterverletzung zwang ihn, die Champions League Qualifikationsspiele der dritten Runde gegen den FC Liverpool zu verpassen, wo Toulouse über zwei Spiele mit 0:5 ausschied. Er kehrte später zurück, zog sich jedoch eine weitere Verletzung zu und fiel für den Rest der Saison aus. Er trat in diesen drei Jahren nur in 42 Ligaspielen auf. Er kehrte zur Saison 2008/09 zurück, spielte in 29 Ligaspielen und erzielte ein Tor gegen Le Havre AC, was zum fünften Platz in der Endplatzierung des FC Toulouse beitrug.
Zu Beginn der Saison 2012/13 wechselte Congré für eine geschätzte Ablöse von 5 Mio. Euro zu Ligakonkurrent HSC Montpellier. Er debütierte für den Verein am 10. August 2012 in der Ligue 1, bei einem Spiel gegen seinen Exklub FC Toulouse. Er debütierte im selben Jahr mit Montpellier in der Champions League.
Nach neun Jahren und 289 Ligaspielen für Montpellier verließ er im Sommer 2021 den Verein und wechselte in die zweite Liga zu FCO Dijon.

### Nationalmannschaft
Congré absolvierte sieben Spiele für die französische U-21 Nationalmannschaft. 2009 wurde er in das vorläufige Aufgebot für den CONCACAF Gold Cup berufen, stand jedoch nicht in der endgültigen Auswahl. Ein Spiel für die Französische Fußballnationalmannschaft absolvierte er bislang noch nicht.